# El rey hechizado
El rey hechizado es la primera novela histórica del escritor cordobés José Calvo Poyato.

## Argumento
La Dinastía austriaca se encuentra en sus últimos momentos en España, pues su titular, Carlos II, es un rey sin descendencia, de salud débil y a las puertas de la muerte. La Corte española es un hervidero de intrigantes políticos y religiosos que buscan posicionarse para tiempos mejores. Carlos el Hechizado, sobrenombre del Rey, será centro de atención de reyes europeos, diplomáticos e incluso un alquimista que intentará eliminar su hechizo.